# 터키시 앙고라
터키시 앙고라(Turkish angora)는 흰색을 띠는 고양이의 한 품종이다.
16세기 당시에 튀르키예 앙카라에서 프랑스로 전해진 터키시 앙고라 고양이는 귀족들에게 큰 인기를 얻었다. 그 중 리슐리외 추기경은 고양이를 무척 아낀 것으로 유명하다. 그는 신비한 오드아이 눈빛과 아름다운 하얀 털을 가진 터키쉬 앙고라의 모습에 매료되어 더욱 특별하게 아꼈다고 한다. 그가 죽을 당시 유언 중 하나로 고양이들을 죽을 때까지 돌보는 조건으로 하녀 한 사람에게 연금과 고양이와 같이 살 집도 하나 남겼다고 한다.
우아하고 아름다운 모습 때문에 반려묘용으로 인기가 많다. 다양한 색과 무늬를 가지고 있으나 흰색 털에 푸른 눈을가진 종이 가장 유명하다. 고양이 산책의 크림이도 이 종류다.

## 외형적 특성
터키시 앙고라는 흰 고양이로 유명하다. 다른 색도 존재하지만 흰 색이 가장 유명하여 일반적으로 흰 고양이하면 터키시 앙고라를 떠올리기 마련이다. 털이 긴 장모종이며 체형은 늘씬한 편이다. 얼굴은 뾰족하고 귀는 크고 밑이 넓으며, 서로 붙어있다. 눈은 호두모양인데 위쪽으로 약간 기울었고, 오드아이와 블루아이를 가지고 태어날 수 있는데 블루아이를 가진 이 중 일부는 귀가 들리지 않는 경우도 있다. 눈의 색깔은 노랑에서 초록, 파랑까지 매우 다양하다

## 성격적 특성
고양이 중 제일 영리하고 눈치도 빠르다. 성격은 상냥하고 정이 많아 충성심이 강하다. 활달하고 성미가 급한 편이며, 장난을 좋아하고 재롱을 잘 부린다. 또한 SBS TV의 《TV 동물농장》에서 2013년 7월 7일 당시 소개되었던 루벤이라는 고양이가 나갈래~하고 외친 고양이 품종도 터키시 앙고라로 분류된다. 다른 고양이와는 달리 말하는 본능을 시각적으로 반응하게 되는 경우를 가지고 있다. 다만 루벤과 유사하게 나갈래라고 외치는 경우를 가진 고양이는 실질적으로는 없고 "라면 사와 집사야"를 외치는 고양이도 눈에 띄게 나온 경우도 있다.